# Iakov Tchernikhov
Pour les articles homonymes, voir Tchernikov.
Iakov Gueorguievitch Tchernikhov (Яков Георгиевич Чернихов) né le 5 décembre 1889 (17 décembre dans le calendrier grégorien) à Pavlograd (Ukraine) et mort le 9 mai 1951 à Moscou (URSS), est un artiste russe, architecte visionnaire et constructiviste, dessinateur et peintre. Il a projeté plus d’une soixantaine d’édifices dont une partie seulement fut réalisée, en particulier dans la région de Leningrad. Également enseignant, il est l’auteur de plusieurs livres sur l’architecture et le graphisme entre 1927 et 1933, qui comptent parmi les plus créatifs et intéressants de cette période.

## Un parcours atypique

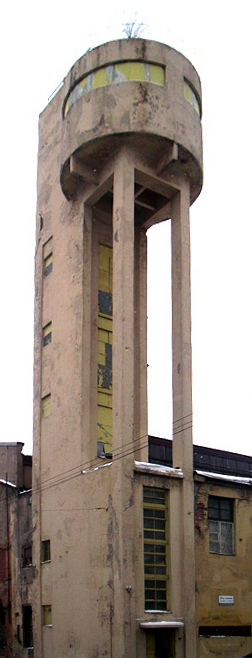
La tour du château d’eau de la fabrique de câbles métalliques Krasny gvozdil’ščik (1931), île Vassilevki, Léningrad, février 2006

Iakov Tchernikhov naît dans une famille modeste, entre cinq frères et cinq sœurs, à Pavlograd, une petite ville d’Ukraine. À dix-sept ans, il décide de mener une vie indépendante, dans le but d’entrer à l’école d’art d’Odessa, où, parti contre la volonté de ses parents, il commence par travailler comme docker au port. De 1907 à 1914, il y suit les cours de peinture et d’architecture. Il étudie pendant onze années à l’école d’art d’Odessa, exerçant également des activités de graveur sur bois, de menuisier, de photographe de 1902 à 1907 et d’aide-architecte pour la foire industrielle d’Odessa. Il termine ses études avec succès et obtient une bourse d’études pour l’Académie impériale des beaux-arts de Petrograd (Saint-Pétersbourg). En 1914, il arrive dans la capitale, alors en pleine effervescence artistique, et entre dans la plus prestigieuse institution pour la formation artistique, architecturale et pédagogique du pays. En même temps, il donne des leçons de dessin d’art et de dessin technique dans un lycée et des écoles commerciales. Il s’inscrit à la fois aux cours de pédagogie et de peinture. Il achèvera les premiers en 1917. En 1916, il passe de la faculté de peinture à celle d’architecture, et doit entamer son service militaire et ne reprend vraiment ses études d’architecture qu’en 1926. Il reçoit l’enseignement classiciste des architectes académiciens, Léonti Nokolaïevitch Benois et Ivan Alexandrovitch Fomine, éminentes figures de la scène culturelle léningradoise, avec lesquels il se lie et envers qui il continuera d’exprimer sa reconnaissance. Il manifeste son intérêt envers l’avant-garde, notamment le Futurisme et le Constructivisme. Lorsqu’il termine sa formation d’architecte en 1925, il est âgé de trente-six ans. Diplômé, il acquiert une expérience de la construction, travaillant sur des chantiers de construction et exécute des projets, essentiellement d’architecture industrielle, qu’il réalise de 1927 à 1936. Il expose ses idées à travers un cycle de publications, éditées entre le milieu des années 1920 et 1933, traitant de son approche typographique, architecturale et méthodologique. Ses trois ouvrages principaux sont :
- Fondements de l’architecture contemporaine, 1930
- Construction des formes architecturales et mécaniques, 1931
- Fantaisies architecturales, 1933

Les Fantaisies architecturales sont un recueil de planches graphiques colorées qui reflètent les multiples apports de l’avant-garde picturale pré et post révolutionnaire et témoignent de son ralliement plutôt tardif à l’avant-garde ; elles représentent probablement le dernier livre d’art constructiviste à avoir été publié en URSS durant la période stalinienne.
Dans les années 1930, les travaux de Tchernikhov, notamment l’impression de ses Fantaisies, sont soumis aux critiques de ses contemporains. Tchernikhov réalise la fabrique Krasnoe znamja « Drapeau rouge », d’après le projet d’Erich Mendelsohn avec lequel il partage certaines approches esthétiques. L’un de ses plus sévères contradicteurs, Alekseï Mikhaïlov, stigmatise en lui le « fétichisme de la machine » et la manifestation de la « restauration bourgeoise ». Celui-ci qualifie de « tchernikhoverie » les postures jugées mensongères.
Après avoir épousé Dimitrievna Tchernikhova (Varsovie 1906 ; † Moscou 1977) en 1935, Iakov Tchernikhov, ses qualités de pédagogue lui permettent toutefois d’échapper au pire : il est nommé professeur à Moscou, en 1936.

## L’installation à Moscou. L’abandon des concepts constructivistes
Tchernikhov s’installe à Moscou. Il admet quelques thèmes du réalisme socialiste. Durant les années 1940, il brossant ainsi le portrait de villes imaginaires aux gratte-ciel éclectiques, rêveries sur de « Palais du communisme ».

## Fortune critique et postérité
Ses admirables représentations anticipent l’architecture de la fin du XXe siècle. Après avoir été attiré par l’anarchisme au cours de sa jeunesse, son apolitisme, sa forte personnalité et ses jugements sans complaisance lui ont valu une certaine méfiance de la part du régime. Parallèlement, le pays devait faire face à de nombreuses difficultés de la conjoncture économique et politique. Bien qu’il ait poursuivi son activité de professeur et de conférencier, seule une part restreinte de ses projets furent construits parmi lesquels très peu semblent avoir été épargnées, comme la fabrique Krasnoe znamja « Drapeau rouge ».
Tchernikhov a produit de nombreux dessins d’architectures fantastiques et historiques (cycles de planches « Contes architecturaux » 1929-1934, « Romantisme architectural » 1930-1944, « Villes anciennes » 1933-1943, etc.), au dessin subtil, qui n’ont été jamais montrées durant sa vie. Son manuel à l’usage des étudiants Recherches graphiques sur les lettres de l’alphabet, contenant plusieurs de ces travaux de typographie, fut publié après sa mort, en 1959.
Tchernikhov, auteur d’environ 17 000 dessins et projets, a été affublé du surnom de « Piranèse soviétique ».
L’« Encyclopédie graphique » à laquelle il n’a cessé de se consacrer durant toute sa vie, a partiellement été publiée de façon posthume à travers son septième livre, Construction des caractères typographiques. Cette recherche approfondie concernant diverses époques et alphabets (slaves notamment), lui permettra d’acquérir une reconnaissance importante.
Le 8 août 2006, plusieurs centaines de dessins de Tchernikhov, d’une valeur estimée à 1 300 000 $, ont été volés des archives nationales de Russie. 274 de ces œuvres ont été retrouvées en Russie et à l’étranger.

## Œuvre

### Projets architecturaux (sélection)
- 1926 : Fonderie de l'usine "la bannière du travail" à Leningrad
- 1928 : Bâtiments de l'usine "le cloutier rouge" à Leningrad
- 1929 : Usine métallurgique à Beloreck
- 1929 : Projet pour le concours pour le monument de Christophe Colomb à Santo Domingo (non réalisé)
- 1931-32 : Grand magasin à Lesnoi (Leningrad)
- 1931-32 : Zone résidentielle à Petrozavodsk

### Expositions
- Exposition des peintres de Petrograd toutes tendances confondues, 1923
- Exposition de travaux expérimentaux d’architecture et de méthodes graphiques de représentation du professeur Iakov Tchernikhov, palais Anitchkov à Léningrad, 1933
- « Architecture romantique », participation à l’exposition organisée par l’union des architectes, Moscou, mai 1945

### Écrits
- Aristographie, 1905 illustrations, 1925, (non publié)
- L’Art du tracé graphique, 1927
- Le Tracé géométrique, 425 dessins, 1928, (non publié)
- Fondements de l’architecture contemporaine, 1930
- Construction des formes architecturales et mécaniques, 1931
- Fantaisies architecturales, 1933, recueil de planches colorées qui reflètent de multiples apports de l’avant-garde picturale pré et post révolutionnaire[a 8], probablement le dernier livre d’art constructiviste à avoir été publié en URSS durant la période stalinienne.
- Cours général de dessin technique, Moscou, 1948
- Recherches graphiques sur les lettres de l’alphabet, 17p. , Moscou, 1950. Manuel destiné aux étudiants.
- Construction des caractères typographiques, Iz. Gosizd, Ikusstvo, Moscou, 1958, 115p. , dont il a créé les 31 planches de caractères.
- Iakov Gueorguievitch Tchernikhov, Mon cheminement créateur, texte biographique issu des archives de Alekseï et Dmitri Tchernikhov.

## Sources
- (de)/(en) Cet article est partiellement ou en totalité issu des articles intitulés en allemand « Jakow Georgijewitsch Tschernichow » (voir la liste des auteurs) et en anglais « Yakov Chernikhov » (voir la liste des auteurs).
- (en) « Russian Constructivism and Iakov Chernikhov », Architectural Design magazine, vol. 59, nos 7-8,‎ 1989
- (it) Alessandro de Magistris et Carlo Olmo, Documenti e Riproduzioni dall'Archivio di Aleksej e Dimitri Cernihov, Turin, Umberto Allemandi & Co, 1995 (ISBN 88-422-0474-9)
- (en) Dmitry Y. Chernikhov, Graphic Masterpieces of Yakov Georgievich Chernikhov : The Collection of Dmitry Chernikhov, DOM Publishers, 2008
- (en) Catherine Cooke, Chernikov Fantasy and Construction : Iakov Chernikov’s Approach to Architectural Design, Londres, St Martins Press, 1985